# Stanislav Molchanov
Stanislav Alexeyevich Molchanov (em russo:  Станислав Алексеевич Молчанов; Snetinovo, Oblast de Ivanovo, 21 de dezembro de 1940) é um matemático russo.
Molchanov estudou matemática a partir de 1958 na Universidade Estatal de Moscou, com conclusão em 1963 orientado por Eugene Dynkin, que foi também seu orientador de doutorado, com a tese Einige Probleme in der Theorie der Martin-Ränder (em russo). Sua habilitação (Doktor nauk) ocorreu em 1983 (Spektraltheorie von Zufallsoperatoren (em russo)). Em 1966 foi docente na Universidade Estatal de Moscou, onde foi em 1971 professor e em 1988 full professor. Em 1990 foi para os Estados Unidos, professor visitante na Universidade da Califórnia em Irvine e na Universidade do Sul da Califórnia, sendo em 1994 professor na Universidade da Carolina do Norte.
Foi palestrante convidado do Congresso Internacional de Matemáticos em Quioto  (1990: Localization and Intermittency: new results). Em 2012 foi eleito fellow da American Mathematical Society.

## Publicações
- Diffusion processes and Riemannian Geometry, Uspekhi Math. Nauka, Volume 30, 1975, p. 3–59.
- Ideas in the theory of Random Media, Acta Appl. Math, Volume 12, 1991, p. 139–282.
- com Ju. Zaldovich, A. Ruzmaikin, D. Sokolov: Intermittency, diffusion and generation in a non-stationary Random Medium, Sov. Sci. Rev., Sec. C, Volume 7, p. 1–110.
- com D. Bakry, R. Gill: Lectures on probability theory, 1992 Summer School in probability, Sant-Flour, France, Springer Lecture notes in mathematics 1581, 1994
- com R. Carmona: Parabolic Anderson model and intermittency, Memoirs of American Math Soc. 518
- Topics in statistical oceanography, in: Stochastic Modeling in Physical Oceanography, Birkhäuser 1996, p. 343–381.
- Editor com W. Woyczynski: Stochastic Models in Geosystems, The IMA volumes in mathematics and its applications, Vol. 85, 1997
- Multiscale averaging for ordinary differential equations, in: Homogenization, World Scientific 1999, p. 316–397
- Fluctuations in Chemical Kinetics, Lecture notes, EPFL, 2001
- com G. Ben Arous, L. Bogachev: Limit theorems for random exponentials, in: Probability theory related fields, Volume 132, 2005, p. 579–612.
- com G. Ben Arous, A. Ramirez: Transition from the annealed to the quenched asymptotics for a random walk on random obstacles, Annals of Probability, Volume 33 (2005), p. 2149–2187
- com J. Gärtner: Parabolic problems for the Anderson model. I. intermittency and related topics. Commun. Math. Phys., Volume 132, 1990, p. 613–655.
- com J. Gärtner, W. Kanig: Geometric characterization of intermittency in the parabolic Anderson model, Annals of Probability, Volume 35, 2007, p. 439–499
- com B. Vainberg: Transition from a network of thin fibers to the quantum graphs, Contemp. Math, Volume 415, 2006, AMS, p. 227–239
- com B. Vainberg: Scattering solutions in networks of thin fibers: small diameter asymptotics, Comm.Math.Phys., Volume 273, 2007, p. 533–559.
- com Frank den Hollander, O. Zeituni: Random media in Saint Flour", Springer, 2012
- com L. Pastur, E. Ray: Examples of Random Schroedinger type operators with non-Poissonian spectra", Proc. of the conference "Mathematical Physics of Disordered System" in honor of L. Pastur, 2013
- com L. Koralov, B. Vainberg: On mathematical foundation of the Brownian motor theory, Journal of Functional Analysis, Volume 267, 2014, p. 1725–1750. doi:10.1016/j.jfa.2014.06.009 arXiv
- com Ya. Zeldovich, A. Ruzmaikin, D. Sokoloff: Intermittency, Diffusion and Generation in a Non-stationary Random Medium, Cambridge Scientific Publishers, Reviews in Mathematics and Mathematical Physics, Vol.15, part I, 2015